# Pagoda Shwedagon
Pagoda Shwedagon sau Shwedagon Zedi Dawde este un locaș de rugăciune budist din Yangon, Myanmar. Numită uneori și Marea Pagodă Dagon sau Pagoda de Aur, este cel mai important edificiu religios budist din Myanmar. Importanța sa se datorează faptului că în incinta clădirii se află o raclă cu firele de păr ale lui Buddha.

## Istorie și arhitectură
Unele legende susțin că pagoda Shwe Dagon are 2.500 de ani vechime, însă nu este cert din punct de vedere istoric. Conform istoricilor și dovezilor arheologice, pagoda ar fi fost construită prin secolul al VI-lea d.Hr. Potrivit legendei, doi frați au adus opt fire de păr din capul lui Buddha în acest loc și templul a fost construit acolo de regele Okkalapa. Regele Okkalapa a așezat sicriul cu firele lui Buddha într-un seif, l-a acoperit cu o lespede de aur și a construit pagoda. Se spune că seiful este păzit de niste săbii zburătoare. Pagoda pare făcută din aur, însă de fapt este construită din cărămidă acoperită cu plăci de aur. In secolul al XV-lea, regina Shinsawbu, a donat greutatea sa în aur; aurul a fost transformat în bucăți și a folosit la acoperișul pagodei.  
Pagoda Shwedagon nu a arătat întotdeauna așa. A fost reconstruită de câteva ori în urma cutremurelor de pământ și a incendiilor. Pagoda are acum 99 de metri înălțime. O parte a vârfului pagodei are 10 metri și se numește Hti. Este placat cu aur si împodobit cu 1500 de clopote de aur și argint. Pagoda este înconjurată de peste 100 de clădiri și temple mai mici, care și ele sunt placate cu aur. Intrarea sudică a pagodei Shwedagon e păzită de 2 sculpturi enorme care înfățișeaza o creatură jumatăte leu, jumătate dragon, care au 9 metri înălțime fiecare. Pagoda și-a primit numele de la termenul birmanez pentru aur care este "shwe". Dagon vine de la denumirea veche a orasului Yangon. Arhitectura pagodeii a servit drept model pentru diferite locașuri de cult budiste din Myanmar sau din alte țări precum India sau Indonezia.
Pagoda Shwedagon este o atracție importantă a orașului și un loc important de pelerinaj pentru credincioșii budiști. Anual în Myanmar au loc Paya pwe (Festivalurile Pagodelor) ce reprezintă festivale și pelerinaje de comemorare a celor mai importante edificii budiste din țară. Cel mai mare festival de acest fel are loc chiar în Yangon, la Shwedagon.

## Fotogalerie

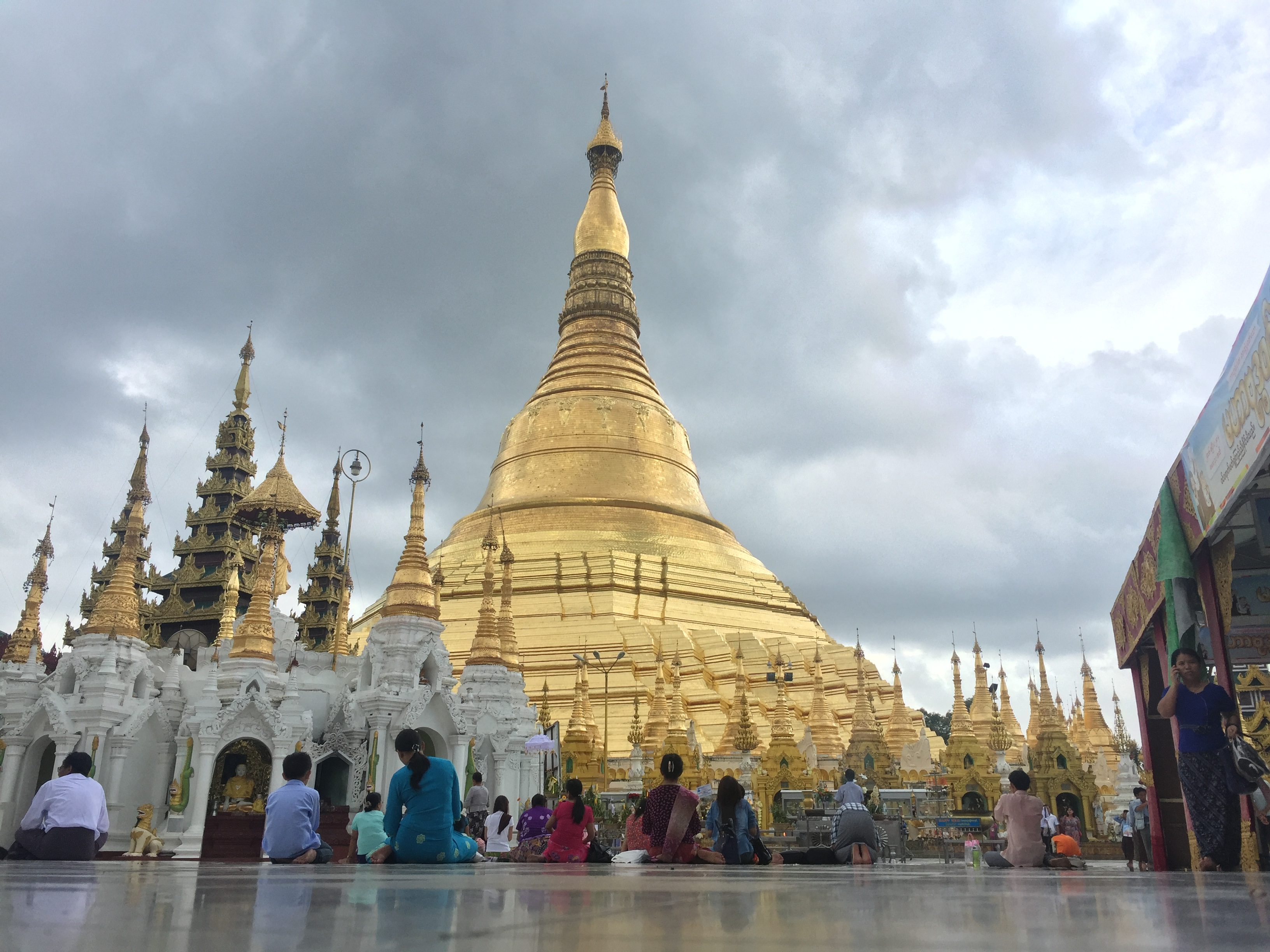
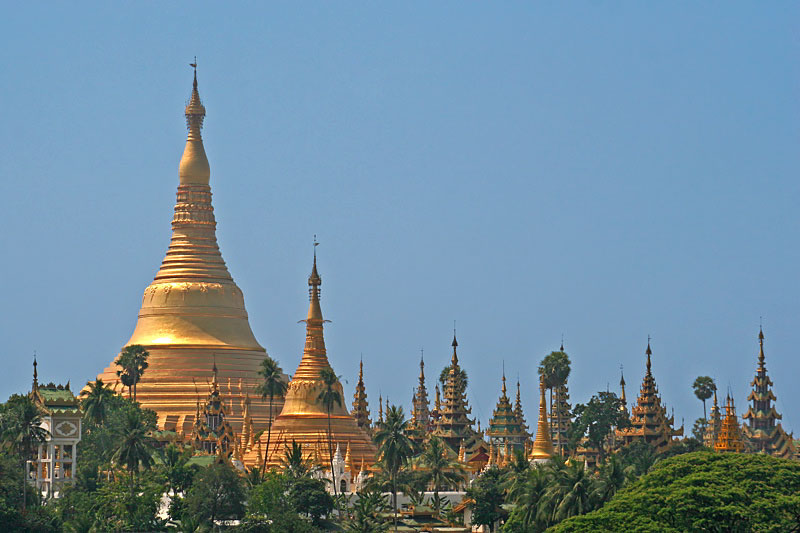
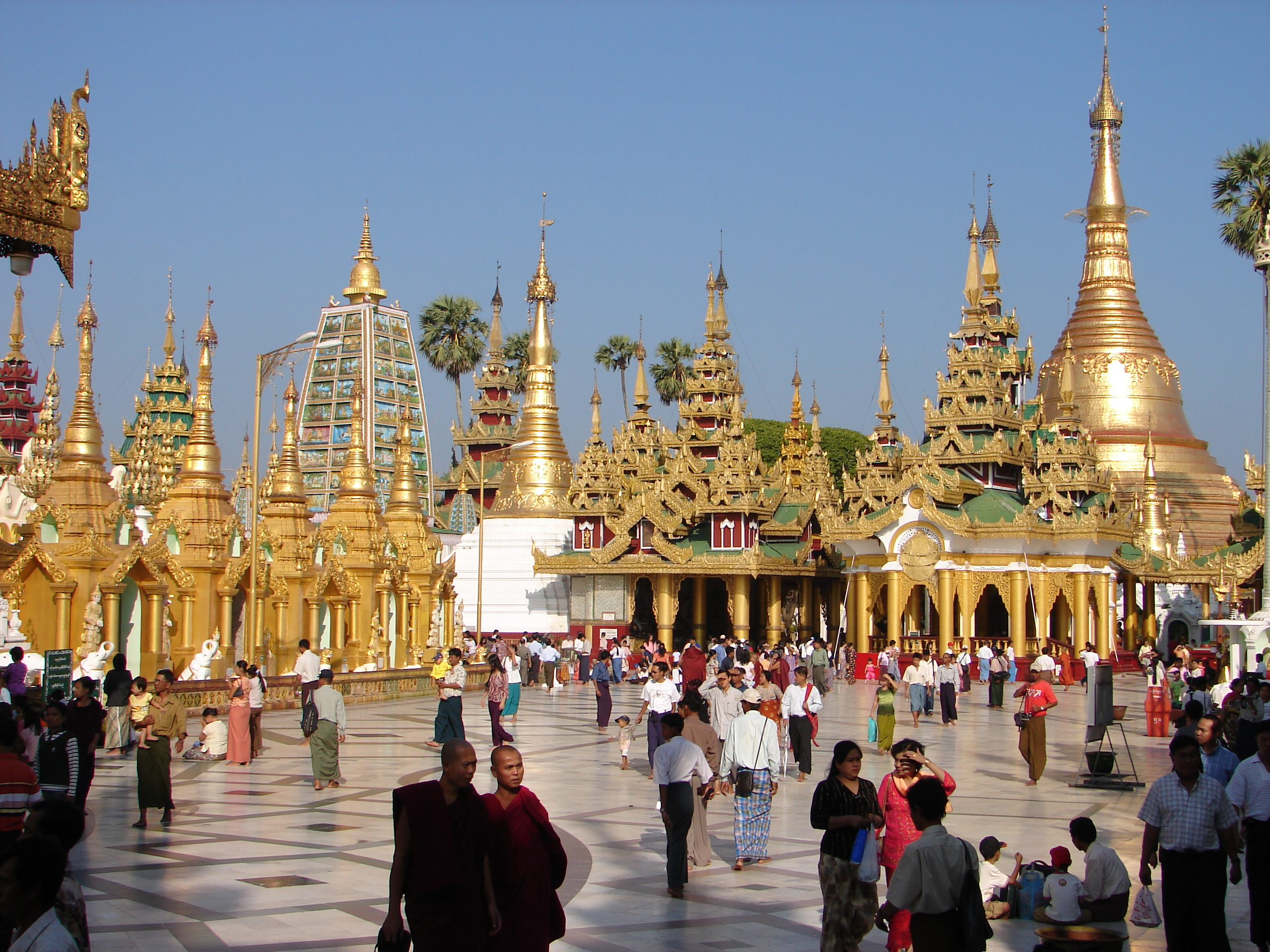
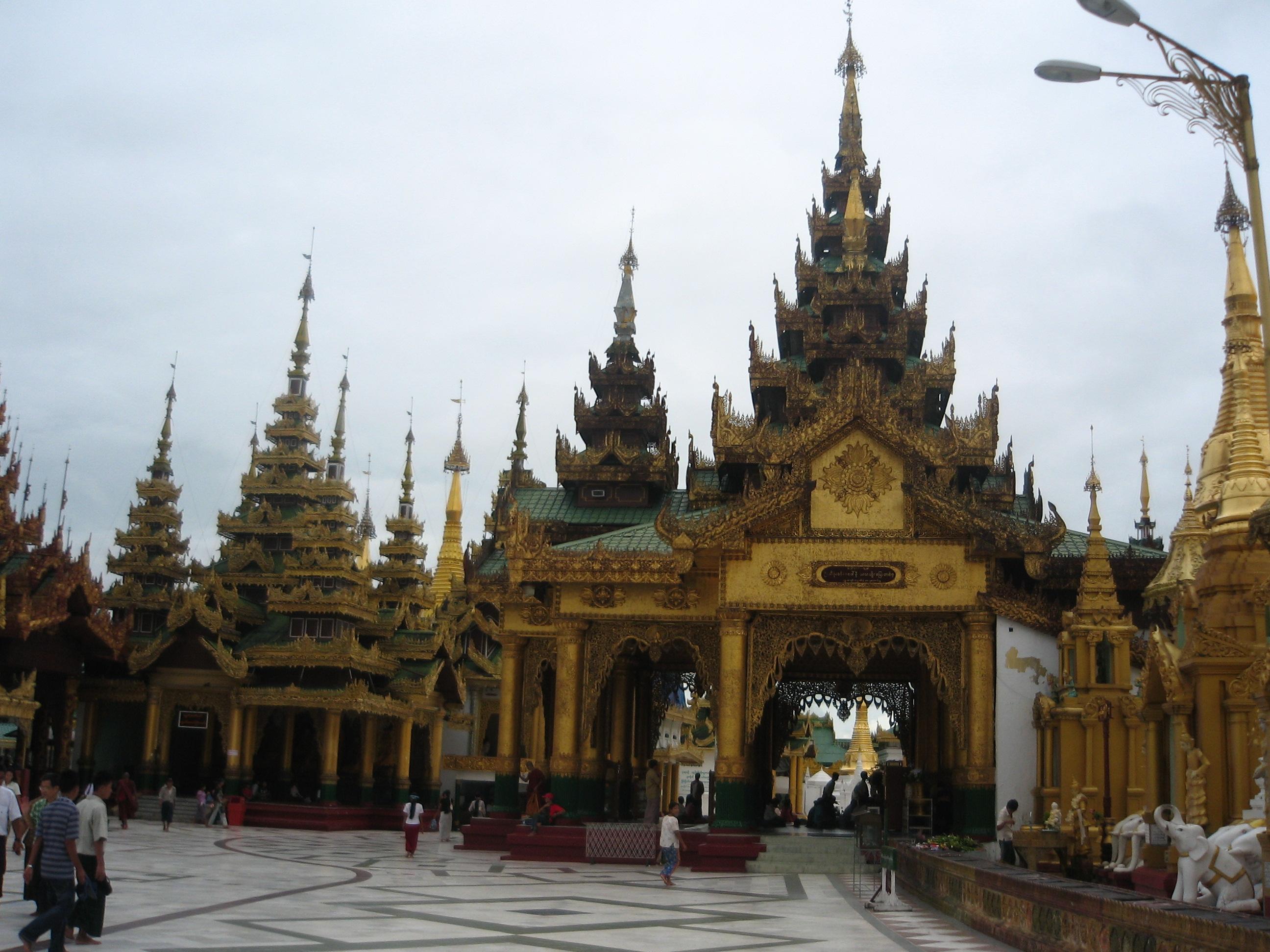
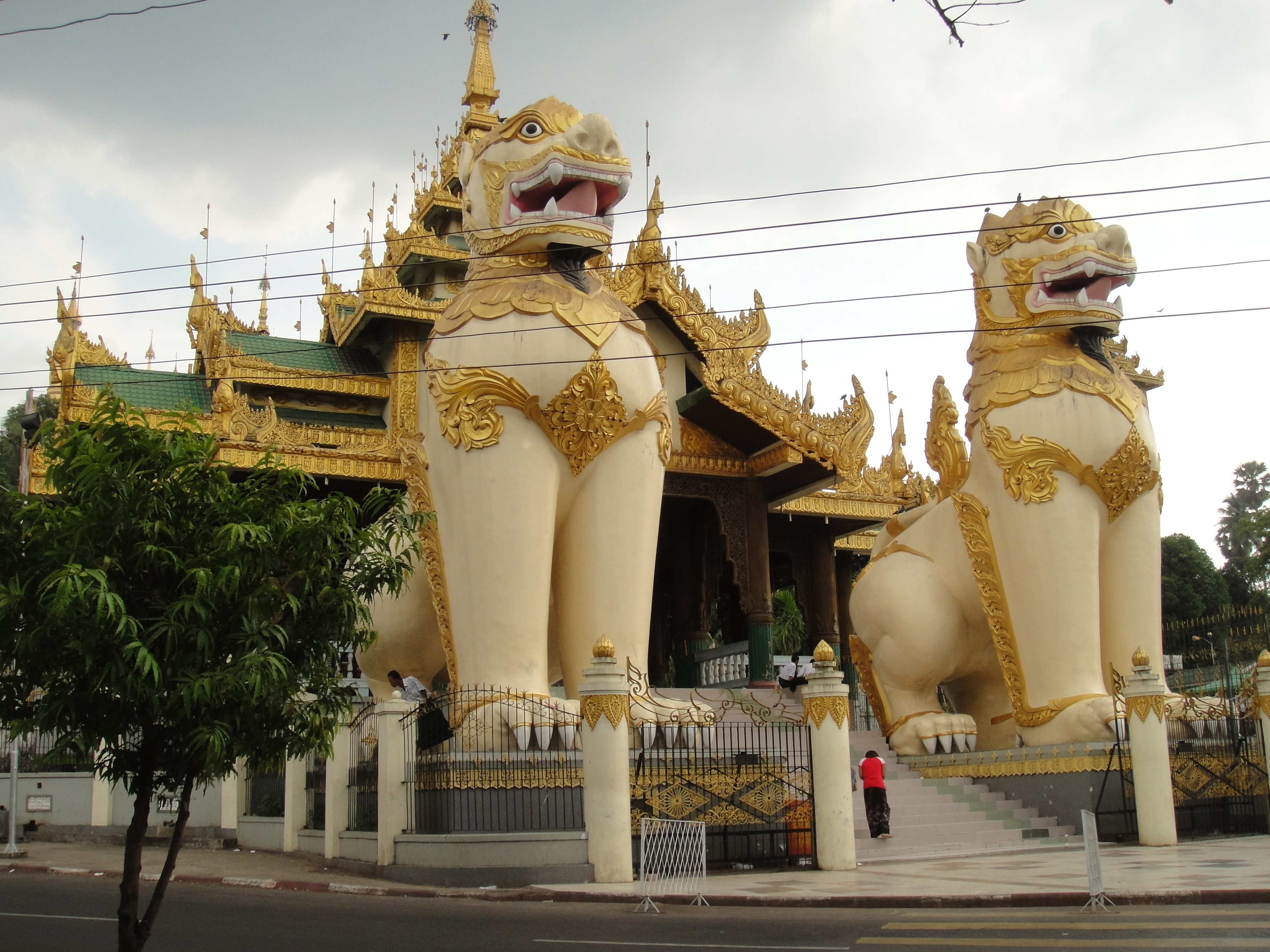
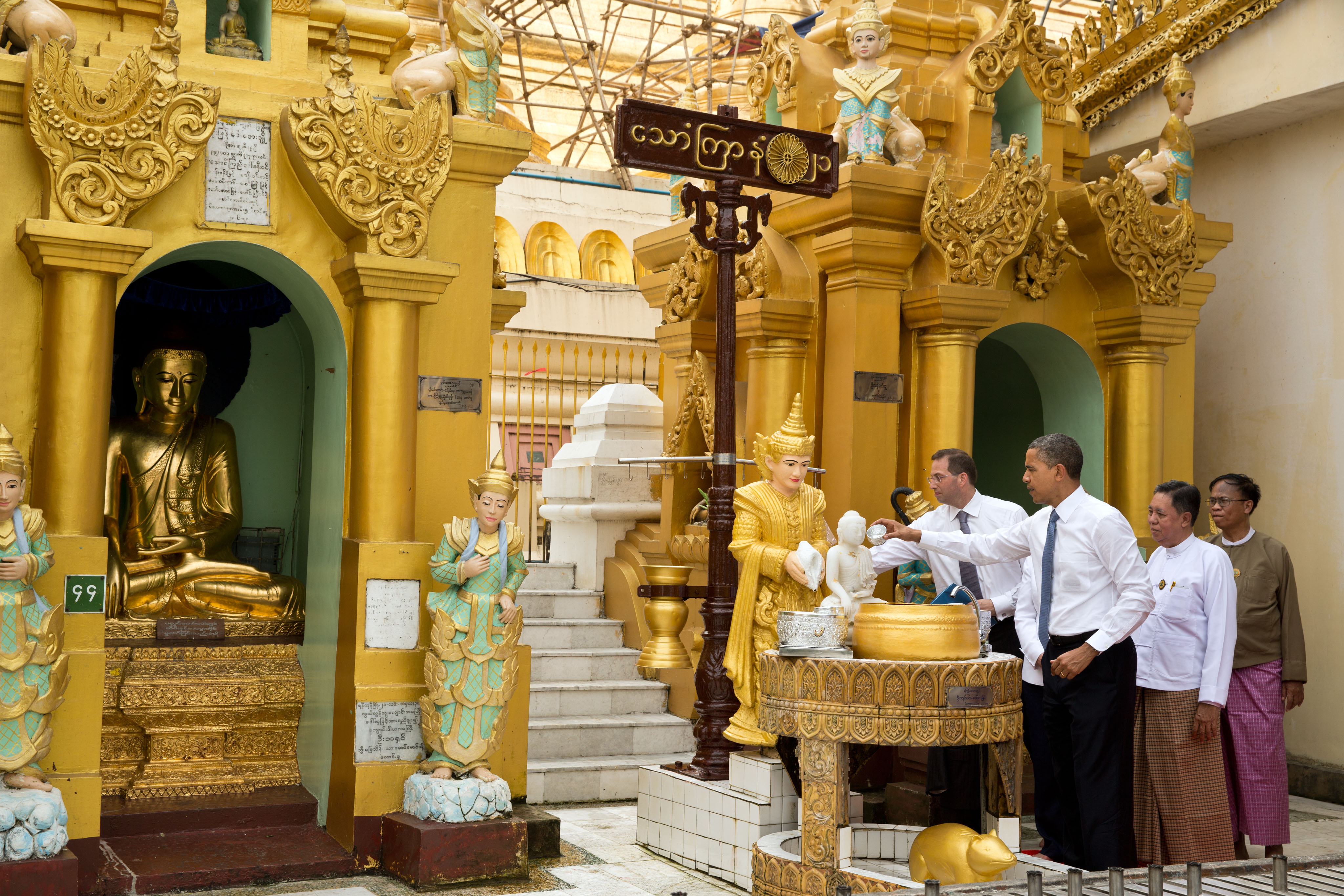
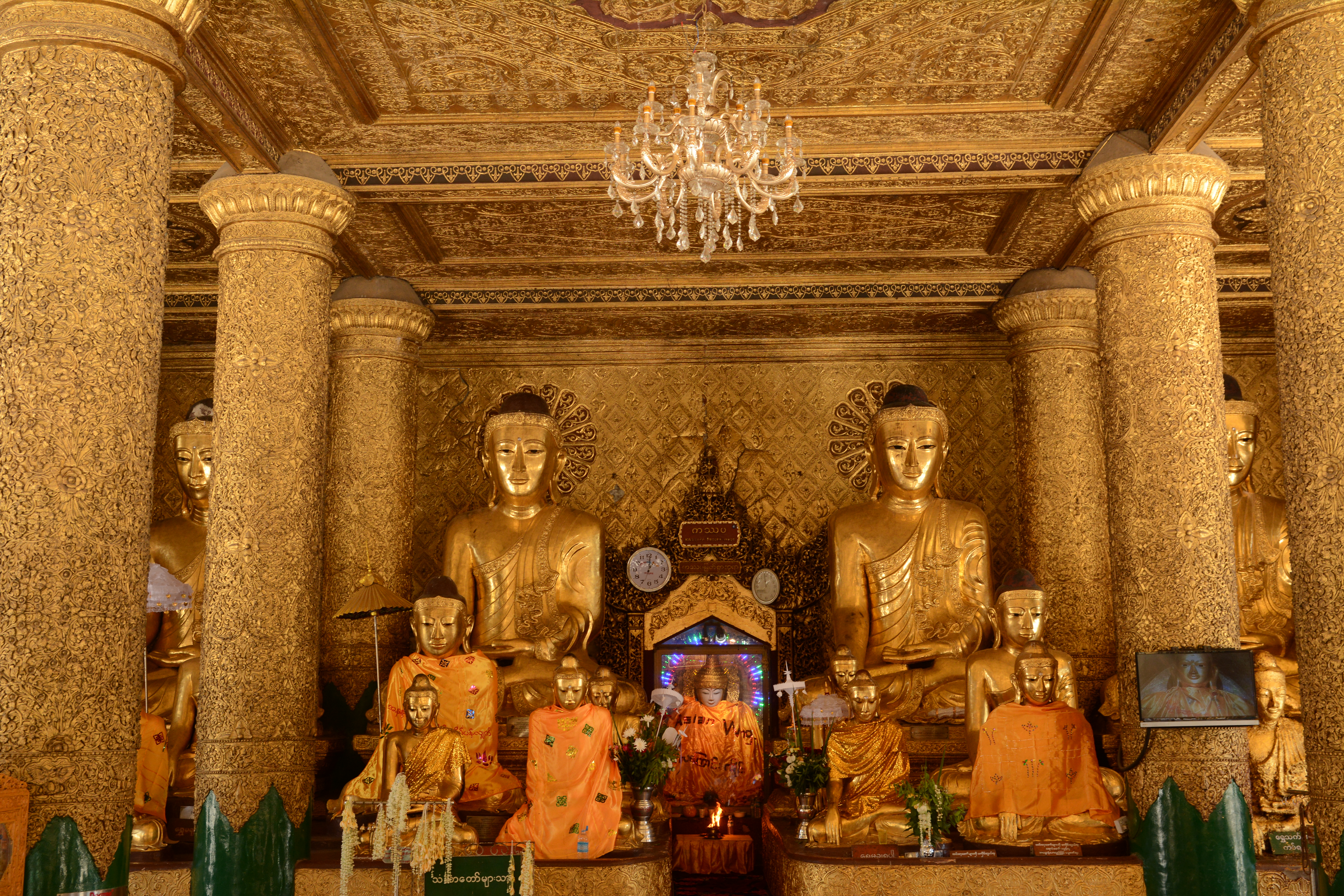